# Placidochromis borealis
Placidochromis borealis és una espècie de peix tropical d'aigua dolça de la família dels cíclids i de l'ordre dels perciformes. Poden assolir els 6,5 cm fins a longitud total.
Viu a una pregonesa de 53 a 61 metres al llac Malawi de la Tanzània a l'Àfrica oriental.